# Steinberggrupp (K-teori)
Inom algebraisk K-teori, ett delområde av matematiken, är Steinberggruppen, uppkallad efter Robert Steinberg, {\displaystyle \operatorname {St} (A)} av en ring {\displaystyle A} den universala centralutvidgningen av kommutatordelgruppen av den stabila allmänna linjära gruppen av {\displaystyle A}.
Den är relaterad till lägre {\displaystyle K}-grupper, speciellt {\displaystyle K_{2}} och {\displaystyle K_{3}}.

## Relation tillK{\displaystyle K}-teori
{\displaystyle K_{1}}
{\displaystyle {K_{1}}(A)} är konollrummet av avbildningen {\displaystyle \varphi :\operatorname {St} (A)\to {\operatorname {GL} _{\infty }}(A)}, ty {\displaystyle K_{1}} är abeliseringen av {\displaystyle {\operatorname {GL} _{\infty }}(A)} och avbildningen {\displaystyle \varphi } är surjektiv till kommutatordelgruppen.
{\displaystyle K_{2}}
{\displaystyle {K_{2}}(A)} är centret av Steinberggruppen. Detta var Milnors definition, och den följer även ur den mer allmänna definitionen på högre {\displaystyle K}-grupper.
Den är även nollrummet av avbildningen {\displaystyle \varphi :\operatorname {St} (A)\to {\operatorname {GL} _{\infty }}(A)}. Faktiskt finns det en exakt följd
{\displaystyle 1\to {K_{2}}(A)\to \operatorname {St} (A)\to {\operatorname {GL} _{\infty }}(A)\to {K_{1}}(A)\to 1.}
Ekvivalent är den Schurmultiplikatorn av gruppen av elementära matriser, så den är även en homologigrupp: {\displaystyle {K_{2}}(A)={H_{2}}(E(A);\mathbb {Z} )}.
{\displaystyle K_{3}}
Gersten (1973) bevisade att {\displaystyle {K_{3}}(A)={H_{3}}(\operatorname {St} (A);\mathbb {Z} )}.